# Guadalupe Loaeza
María Guadalupe Loaeza Tovar (Ciudad de México, 12 de agosto de 1946) es una escritora mexicana. Algunos de sus libros son recopilaciones de sus artículos publicados en periódicos como Unomásuno y La Jornada. Es columnista del periódico Reforma.

## Biografía
Su último grado académico es la secundaria, según mencionó en una entrevista. Cursó estudios de Literatura con la escritora Elena Poniatowska.
Durante la campaña presidencial en México de 2006 mostró simpatía con el candidato del Partido de la Revolución Democrática, Andrés Manuel López Obrador y acudió a varios de sus mítines. En 2009 fue candidata a diputada federal por el PRD pero perdió la elección contra la candidata del Partido Acción Nacional, Gabriela Cuevas Barrón. Guadalupe Loaeza obtuvo en la pasada elección del 5 de julio poco más 37,000 votos en la delegación Miguel Hidalgo [cita requerida].
En el año 2011 participó en un Congreso en la UDEM, organizado por la Federación de estudiantes de Tabasco (FETAB) en donde más de 300 personas escucharon su plática.
En 2018 tuvo un programa de entrevistas en Canal Once. De 2019 a 2021 condujo el programa Tú y Yo por Heraldo Radio.

## Libros
- Las niñas bien (1987)
- Las reinas de Polanco (1988)
- Primero las damas (1989)
- Los grillos y otras grillas (1990)
- Compro, luego existo (1992)
- Obsesiones (1994)
- Manual de la gente bien I (1995)
- Manual de la gente bien II (1996)
- Sin cuenta (1997)
- Mujeres maravillosas (1997)
- El ángel de nuestras nostalgias (1998)
- Ellas y nosotras (1998)
- Obsesiones de Sofía (1999)
- La factura (1999)
- Debo, luego sufro (2000)
- Los de arriba (2002)
- Las yeguas finas (2003)
- Hombres maravillosos (2003)
- Simplemente Martita (2004)
- Por los de abajo (2005)
- Terremoto (2005)
- Siempre estará París (2005)
- Por medio de la presente (2006)
- Confieso que he leído...¡Hola! (2006)
- La comedia electoral.. Diario de campaña de una ex niña bien (2009)
- Las Niña.. 25 Años Después (2010)
- En el closet (2011)
- La puerta falsa (2011)
- Infancia es destino (2011)
- El Caballero del Titanic (2012)
- Leer o Morir (2013)
- Oaxaca de mis amores (2016)
- Las Yeguas Desbocadas (2016)
- El despeñadero de los Peña (2018). Planeta.

## Cine
Los personajes de Guadalupe Loaeza (Sofía, Alejandra, Ana Paula e Inés) protagonizan la película titulada Las niñas bien que se estrenó en diciembre de 2018. Los personajes son interpretados por Ilse Salas, Cassandra Ciangherotti, Paulina Gaitán y Johanna Murillo respectivamente. La película la dirige Alejandra Márquez Abella y la escribió la misma directora. Es una producción de Woo Films.

## Controversias
En 2024 en el marco de la campaña electoral de las elecciones generales de México realizó una columna en donde mencionó que la candidata Claudia Sheinbaum le tiene envidia a la candidata Xóchitl Gálvez debido a su cabello «porque las mujeres que tienen el pelo chino desde pequeñas envidian a las lacias», lo cual fue reprochado y catalogado de racismo y sexismo en redes sociales.